# Danielle Chuchran
Danielle Ryan Chuchran (9 de juny de 1993) és una actriu americana, que va actuar en pel·lícules ja de nena, el 2001. Va protagonitzar la pel·lícula nadalenca Christmas for a Dollar i va protagonitzar el 200, The Wild Stallion (anteriorment, Last of the Mustangs).

## Vida i carrera
Chuchran va néixer a Upland, Califòrnia. La família, quan encara era petita, es va traslladar a Utah. A l'edat de cinc, volia participar en un concurs de bellesa Hawaiian Tropic; va quedar primera i va guanyar en les categories de més fotogènica, millor cabell, i millor personalitat.
Després de fer diversos anuncis impresos, Chuchran signà amb un agent. Va fer dues audicions i va filmar dues pel·lícules per l'Església de Jesucrist dels Sants dels darrers dies, un de les quals es realitzà al Salt Lake Visitors Center. A l'edat de vuit anys coprotagonitzà El racó dels secrets, un llargmetratge amb Vivica A. Fox, Evan Rachel Wood i Michael Angarano. El 2003 va interpretar el paper de Thing 1 a El Gat. El 2007 protagonitzà un dels infants a Saving Sarah Cain com a Anna Mae Cottrell.
En crèdits addicionals apareix a la pel·lícula de HBO va Shot in the Heart i en episodis de diverses sèrie de televisió, entre elles Crossing Jordan, Girlfriends, Days of Our Lives i The District. Va aparèixer també en la producció Elvis i Juliet, escrita per Mary Willard i dirigit per Ted Lange. A The Bold and the Beautiful fa de jove Stephanie Forrester en flashbacks.

## Filmografia

### Pel·lícula
| Any  | Títol                                 | Funció                         | Notes        |
| ---- | ------------------------------------- | ------------------------------ | ------------ |
| 2001 | Pocs Secrets                          | Lea                            |              |
| 2002 | Handcart                              | Noia rescatada (no acreditada) |              |
| 2003 | Seuss' El Gat en el Barret            | Thing One                      |              |
| 2007 | Estalvi Sarah Cain                    | Anna Mae Cottrell              |              |
| 2009 | Detalls menors                        | Claire                         |              |
| 2009 | The Wild Stallion                     | CJ                             |              |
| 2010 | Hunger Jocs: Katniss & Ruda           | Katniss Everdeen               | curtmetratge |
| 2010 | Ets Tan Cupido!                       | Emma Valentine                 |              |
| 2010 | Nemesis                               | Dani                           | curtmetratge |
| 2011 | Hunger Jocs: The Second Quart Quell   | District One Girl              | curtmetratge |
| 2011 | Maximum Ride: Erasers and Max         | Max                            | curtmetratge |
| 2011 | Fragàncies i Sensibility              | Margaret Dashwood              |              |
| 2011 | Snow Bèstia                           | Emmy Harwood                   |              |
| 2012 | Suportar amb mi                       | Lucy                           | curtmetratge |
| 2012 | Osombie                               | Tomboy                         |              |
| 2012 | 12 Gossos de Nadal: Gran Puppy Rescat | Emma                           |              |
| 2013 | Nadal per un Dòlar                    | Verna Kamp                     |              |
| 2013 | Drac Lore: Maledicció de l'Ombra      | Nemyt                          |              |
| 2013 | Haunt                                 | Sarah Asher                    |              |
| 2013 | Courting Lancaster                    | Athena Lancaster               |              |
| 2013 | Genet de tempesta                     | Dani Fielding                  |              |
| 2014 | Supervivent                           | Kate Mitra                     |              |
| 2014 | Mochila: Un Poni Expressa Aventura    | El Genet                       | curtmetratge |
| 2015 | Ciutat de foc: Final De Dies          | Cornelia, l'Intèrpret de Signs |              |
| 2015 | Antidisturbis                         | Alena                          |              |
| 2017 | 626 Evolució                          | 626                            |              |
| 2018 | 22 Willowbrook                        | Dr. Brownstein                 | curtmetratge |

### Televisió
| Any  | Títol                       | Funció            | Notes                                                                               |
| ---- | --------------------------- | ----------------- | ----------------------------------------------------------------------------------- |
| 2001 | Disparat en el Cor          | (no acreditada)   | Pel·lícula de televisió                                                             |
| 2002 | The District                | Sheridan Haskell  | Episodi: "Faith"                                                                    |
| 2004 | Xicotes                     | Lily              | Episodi: "Good Catch or a Bad Hop?"                                                 |
| 2004 | Encreuament Jordan          | Amanda            | Episodi: "What Happens in Vegas Dies in Boston"                                     |
| 2005 | Poca Casa en el Prairie     | Mary Ingalls      | Minisèrie de televisió                                                              |
| 2005 | Sense una Traça             | Melissa           | Episodi: "El Innocents"                                                             |
| 2006 | The Bold and the Beautiful  | (Jove) Stephanie  | 3 episodis                                                                          |
| 2009 | ER                          | Sloan             | Episodi: "I al final..."                                                            |
| 2011 | A Christmas Wish            | Jeanie Bullington | Pel·lícula de televisió                                                             |
| 2013 | Cos de Prova                | Rebecca Bancs     | Episodi: "Lost Souls"                                                               |
| 2014 | Enlloc Segur                | Ashley Evans      | Pel·lícula de televisió                                                             |
| 2015 | L'amor Et Troba dins Encant | Emma Miller       | Pel·lícula de televisió                                                             |
| 2016 | Stalked Per La meva Mare    | Lucy / Gina       | Pel·lícula de televisió                                                             |
| 2018 | Runaway Idil·li             | Ann Stanway       | Pel·lícula de televisió                                                             |
| 2018 | Conduït                     | Tammy Taylor      | Episodi: "Part 5" (2018)                                                            |
| 2018 | Criminal Minds              | Portia Richards   | Episodis: "The Dance of Love" (2018), "Starter Home" (2018), "Truth Or Dare" (2018) |
| 2019 | Quan Jura Trencament        | Lydia             | Pel·lícula de televisió                                                             |
| 2019 | Magnum P.Jo.                | Blair Newman      | Episodi: "Black is the Widow" (2019)                                                |